# 回廊亭の殺人
『回廊亭の殺人』（かいろうていのさつじん）は、東野圭吾の推理小説。単行本は光文社から1991年7月にカッパ・ノベルス版が刊行され、1994年11月に光文社文庫版が刊行された。文庫化の際に『回廊亭殺人事件』と改題された。
2011年6月24日に常盤貴子主演でテレビドラマが放送された。

## 概要
旅館を舞台にした長編推理小説。
2011年には「金曜プレステージ」枠でテレビドラマ化されている。

## あらすじ
巨万の富を築いた実業家・一ケ原高顕が死んだ。彼の死から一か月後、高顕の遺言書公開を見届けるために一ケ原一族が回廊亭に集まる。「恋人がこの旅館に集まる誰かに殺された」と確信する高顕の秘書・桐生枝梨子は姿を老婆に変え、回廊亭に乗り込む。枝梨子の最初で最後の青春を奪った犯人への、執念の復讐が始まる。

## 登場人物
桐生枝梨子（きりゅう えりこ）
高顕の秘書。本間菊代に変装し、高顕の遺言書公開に参加する。
里中二郎（さとなか じろう）
枝梨子の恋人。枝梨子と無理心中をはかったとされている、
一ヶ原高顕（いちがはら たかあき）
実業家・会長。回廊荘の経営者（故人）。
一ヶ原蒼介（いちがはら そうすけ）
高顕の弟。大学教授。
一ヶ原直之（いちがはら なおゆき）
高顕の異母弟。高顕の会社の米国支社にいた。事業の後継者。
一ヶ原健彦（いちがはら たけひこ）
蒼介の息子。劇団関係者。
一ヶ原紀代美（いちがはら きよみ）
高顕の弟（故人）の妻。
一ヶ原由香（いちがはら ゆか）
紀代美の娘。
藤森曜子（ふじもり ようこ）
高顕の異母妹。
藤森加奈江（ふじもり かなえ）
曜子の娘。
小林真穂（こばやし まほ）
回廊荘の女将。高顕の元愛人。
古木（ふるき）
高顕の顧問弁護士。
鯵沢弘美（あじさわ ひろみ）
古木の助手。高顕の友人の子。
本間重太郎（ほんま しげたろう）
高顕の学校の先輩で親友（故人）。
本間菊代（ほんま きくよ）
健太郎の妻。茶道をたしなむ（故人）。

## 書籍情報
- 単行本：『回廊亭の殺人』、1991年7月、カッパ・ノベルズ、ISBN 4-334-02932-9
- 文庫本：『回廊亭殺人事件』、1994年11月、光文社文庫、ISBN 4-334-71968-6
- 文庫本新装版：『回廊亭殺人事件』、2020年10月20日[1]、光文社文庫、ISBN 978-4-334-79101-8

## テレビドラマ版
2011年6月24日、フジテレビジョン系列の「金曜プレステージ」において、『回廊亭殺人事件』のタイトルで、「東野圭吾3週連続スペシャル」の第3弾として放映された。桐生枝梨子は姿を一ヶ原高顕の姪っ子の美女に変えた（原作では老婆に変えた）。視聴率13.6%。

### キャスト
- 本間美代子（桐生枝梨子）：常盤貴子
- 里中二郎：田中圭
- 矢崎警部：内藤剛志
- 一ヶ原高顕：北村総一朗
- 一ヶ原蒼介：伊武雅刀
- 一ヶ原直之：田中哲司
- 一ヶ原健彦：趙珉和
- 一ヶ原紀代美：片平なぎさ
- 一ヶ原由香：入来茉里
- 高野刑事：松尾諭
- 藤森曜子：とよた真帆
- 藤森加奈江：徳永えり
- 小林真穂：国生さゆり
- 古木：平泉成
- 本間菊代：井口恭子
- その他：古澤蓮、増田修一朗、角野哲郎

### スタッフ
- 脚本：旺季志ずか
- 演出：山本剛義
- 技術協力：ビデオスタッフ
- 美術協力：アックス
- 編集：バウムレーベン
- サウンドプロデューサー：石井和之
- 特殊メイク：飯田文江
- 操演：タカハシレーシング
- スタジオ：緑山スタジオ・シティ
- 企画統括：立松嗣章
- チーフプロデューサー：小池秀樹
- 企画：成田一樹
- プロデュース：渡辺良介、中村純子
- 製作協力：大映テレビ
- 製作著作：フジテレビジョン